# 徳島県の図書館一覧
徳島県の図書館一覧（とくしまけんのとしょかんいちらん）は、徳島県の図書館の一覧である（学校図書館を除く）。

## 県立図書館

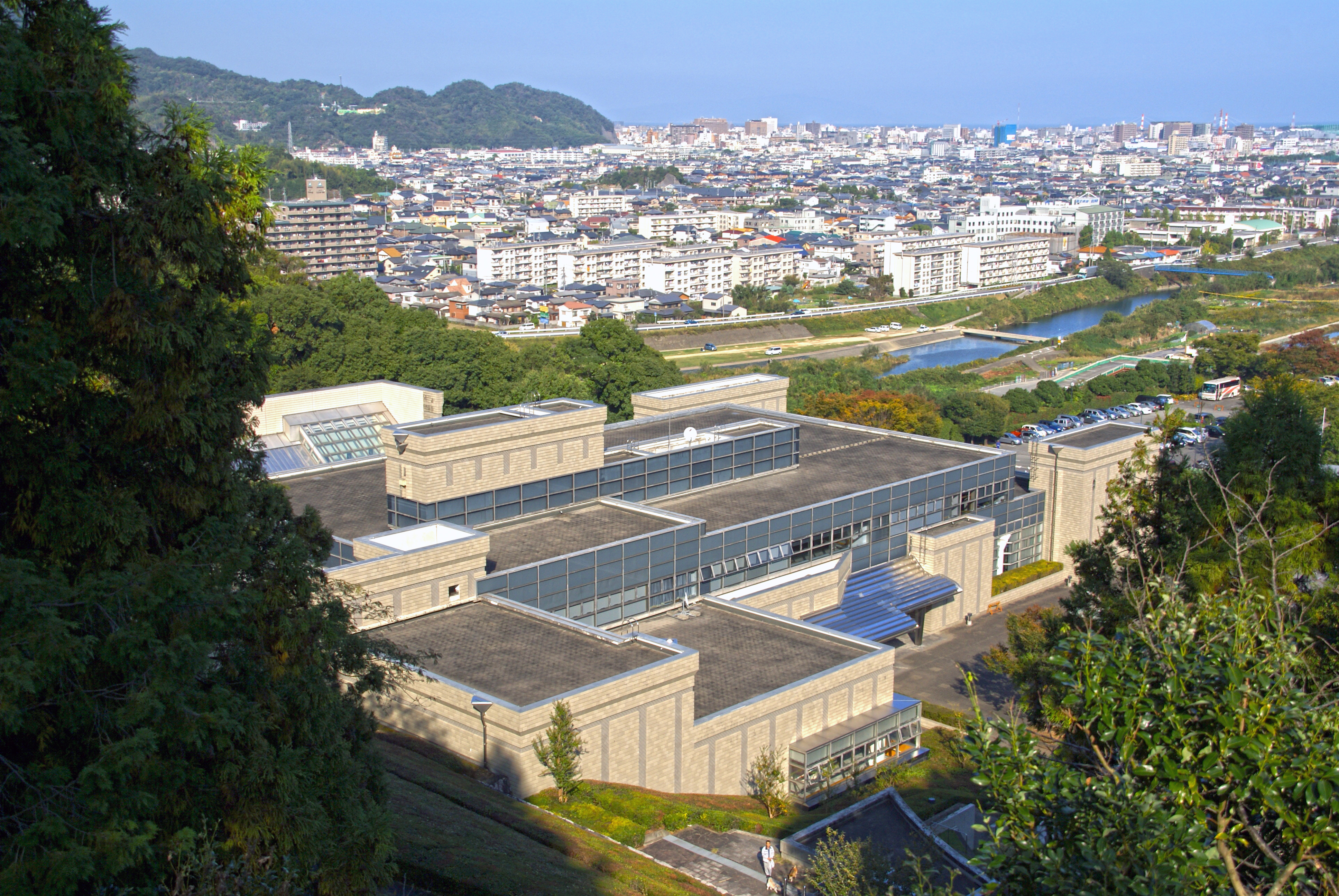
徳島県立図書館

- 徳島県立図書館

## 市立図書館

鳴門市立図書館

徳島市
- 徳島市立図書館

鳴門市
- 鳴門市立図書館

小松島市
- 小松島市立図書館

阿南市
- 阿南市立図書館
  - 阿南市立阿南図書館
  - 阿南市立那賀川図書館
  - 阿南市立羽ノ浦図書館

吉野川市
- 吉野川市立図書館
  - 吉野川市立鴨島図書館
  - 吉野川市立川島図書館
  - 吉野川市立山川図書館

阿波市
- 阿波市立図書館
  - 阿波市立阿波図書館
  - 阿波市立市場図書館
  - 阿波市立土成図書館
  - 阿波市立吉野笠井図書館

美馬市
- 美馬市立図書館
  - 美馬市立穴吹図書館（廃館）
  - 美馬市立脇町図書館

三好市
- 三好市図書館
  - 三好市中央図書館
  - 三好市井川図書館

## 町立図書館
勝浦郡
- 勝浦町立図書館

名西郡
- 石井町立中央公民館図書室

那賀郡
- 那賀町図書館
  - 那賀町木頭図書館

海部郡
- 美波町日和佐図書・資料館
- 牟岐町立図書館
- 海陽町立図書館
  - 海陽町立海南図書館
  - 海陽町立宍喰図書館

板野郡
- 松茂町立図書館
- 北島町立図書館・創世ホール
- 藍住町立図書館
- 板野町文化の館図書館

三好郡
- 東みよし町立図書館

## 村立図書館
名東郡
- 佐那河内村立図書館